# TV Barrandov

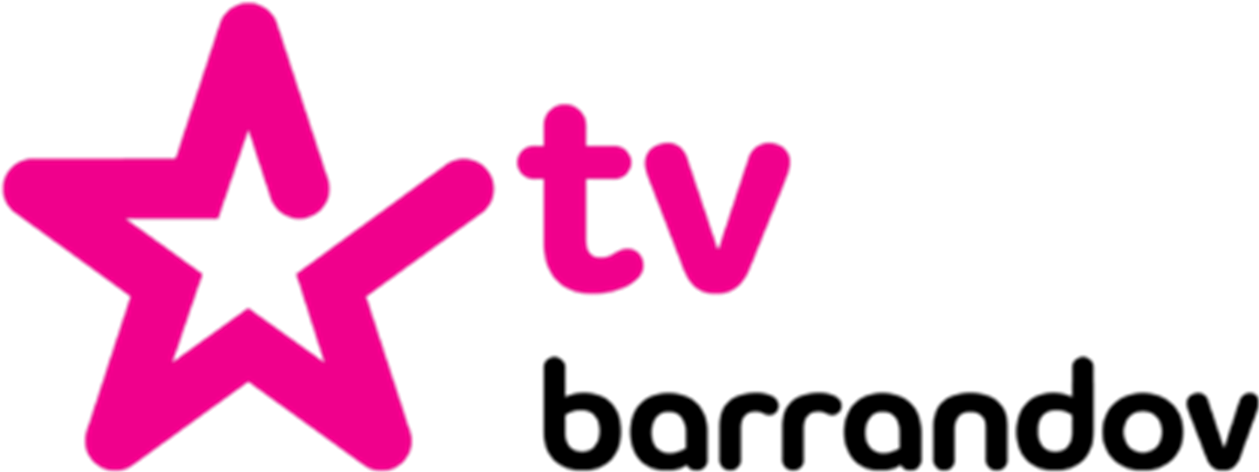
Logo (2015–2025)

TV Barrandov ist ein tschechischer Fernsehsender. Er strahlt unter anderen die Serien Columbo, Law & Order: Special Victims Unit, Der Bulle von Tölz, Derrick und Der Bergdoktor aus.

## Geschichte
TV Barrandov erhielt die Fernsehlizenz 2006. Am 11. Januar 2009 wurde der Sender von Moravia Steel und weiteren Aktionären gegründet. Im September 2012 erfolgte der Verkauf des Senders an Empresa Media von Jaromir Soukup.